# Георги Градев
Георги Градев е бивш български футболист, завършил Университета в Питсбърг (САЩ) и Бъркбек, Университета на Лондон, където изучава международно спортно право в магистърската програма, която завършва с отличие. У нас е учил в СМГ, НПМГ и УНСС преди да замине за САЩ. В продължение на 5 год. (между 2017 и 2022 г.) преподава международно спортно право в ISDE Madrid в магистърската степен по международно спортно право. Основател и партньор в най-голямата правна кантора за спортно право в света SILA International Lawyers с офиси в седем държави. Работи като спортен адвокат от 2006 г. С опит в повече от 600 спортни дела. Член на редакционния борд на най-популярното списание за футболно право в света Football Legal. Автор на множество публикации у нас и в чужбина в областта на спортното право. Правен съветник на Димитър Бербатов в кампанията му за президент на БФС. Член на Временната комисия за управление на българския шахмат, назначена от ФИДЕ и ЕШС (юни-септември 2023 г.).
Роден е на 27 декември 1975 година в г. София. Израства в Мароко, където неговият баща преподава в местен университет.
Започва своята кариера в ДЮШ на ПФК Левски (София), където играе на поста вратар. По-късно играе в отбори на четири континента.
След приключване на състезателната си кариера се заема с футболно агентство (до 2009 г.), като един от първите му трансфери е продажбата на Иван Русев в гръцкия тим АЕК, през 2001 година.